# Pierre Garcie-Ferrande
Pierre Garcie-Ferrande, pseudonimo di Pierre Garcia (Saint-Gilles-Croix-de-Vie, 1430 – Saint-Gilles-Croix-de-Vie, 1520), è stato un marinaio e cartografo francese, conosciuto per essere stato il primo idrografo francese.
Figlio di un marinaio spagnolo, Garcia-Ferrande si impegnò fin da giovane nella navigazione. Pubblicò nel 1483 il volume Routter Grant e il controllo del mare. In questo libro erano raccolte le esperienze di marinai conosciuti dal cartografo su pericoli costieri e porti.
Quest'opera fu un punto di riferimento per i tre secoli successivi e contò 32 ristampe in francese e 8 in inglese.